# Turniej o Brązowy Kask 2017
Turniej o Brązowy Kask 2017 – 41. edycja turnieju, corocznie organizowanego przez PZMot. Rozegrano dwa półfinały oraz finał, który odbył się 15 maja 2017 roku w Świętochłowicach. Z powodu opadów deszczu zawody zostały przerwane po 15 biegach, a do klasyfikacji końcowej zaliczono 12 biegów, w związku z czym triumfatorami turnieju zostało trzech zawodników: Bartosz Smektała, Dominik Kubera i Wiktor Lis.

## Wyniki
- Świętochłowice, 15 maja 2017
- Sędzia: Piotr Lis
- NCD: Dominik Kubera – 69,03 w wyścigu 3

| Msc. | Zawodnik            | Klub           | Pkt |         |  |
| ---- | ------------------- | -------------- | --- | ------- |  |
| 1    | Bartosz Smektała    | Leszno         | 9   | (3,3,3) |  |
| 1    | Dominik Kubera      | Leszno         | 9   | (3,3,3) |  |
| 1    | Wiktor Lis          | Leszno         | 9   | (3,3,3) |  |
| 4    | Patryk Rolnicki     | Tarnów         | 7   | (2,3,2) |  |
| 5    | Hubert Czerniawski  | Gorzów Wlkp.   | 6   | (2,1,3) |  |
| 6    | Kamil Wieczorek     | Grudziądz      | 5   | (3,0,2) |  |
| 7    | Rafał Karczmarz     | Gorzów Wlkp.   | 4   | (0,2,2) |  |
| 8    | Michał Gruchalski   | Częstochowa    | 4   | (2,w,2) |  |
| 9    | Robert Chmiel       | Rybnik         | 4   | (1,2,1) |  |
| 10   | Marcin Turowski     | Gdańsk         | 3   | (0,2,1) |  |
| 11   | Damian Stalkowski   | Gniezno        | 3   | (1,2,0) |  |
| 12   | Szymon Szlauderbach | Unia Leszno    | 3   | (2,w,1) |  |
| 13   | Alan Szczotka       | Gorzów Wlkp.   | 2   | (1,1,0) |  |
| 13   | Kamil Nowacki       | Gorzów Wlkp.   | 2   | (1,1,0) |  |
| 15   | Marcin Kościelski   | Toruń          | 1   | (0,w,1) |  |
| 16   | Dawid Wawrzyniak    | Grudziądz      | 1   | (1)     |  |
| 17   | Mateusz Pacek       | Świętochłowice | 0   | (0,0,d) |  |

Bieg po biegu
1. [69,47] Lis, Rolnicki, Chmiel, Karczmarz
2. [68,62] Smektała, Gruchalski, Nowacki, Turowski
3. [69,03] Kubera, Czerniawski, Szczotka, Pacek
4. [70,97] Wieczorek, Szlauderbach, Stalkowski, Kościelski
5. [69,40] Smektała, Chmiel, Czerniawski, Kościelski (w/u)
6. [70,53] Rolnicki, Stalkowski, Nowacki, Pacek
7. [70,35] Kubera, Karczmarz, Wawrzyniak, Szlauderbach (w/2min), Gruchalski (w/u)
8. [71,16] Lis, Turowski, Szczotka, Wieczorek
9. [70,12] Kubera, Wieczorek, Chmiel, Nowacki
10. [69,96] Smektała, Rolnicki, Szlauderbach, Szczotka
11. [71,59] Czerniawski, Karczmarz, Turowski, Stalkowski
12. [70,40] Lis, Gruchalski, Kościelski, Pacek (d4)

Wyścigi niezaliczone
1. [71,38] Gruchalski, Stalkowski, Szczotka, Chmiel
2. [69,82] Kubera, Rolnicki, Kościelski, Turowski (u3)
3. [71,31] Smektała, Wieczorek, Karczmarz, Pacek